# المصغرات الفلمية
المصغرات الفيلمية هي المواد التي تعتمد في إعدادها على تحويل مصادر المعلومات والمطبوعات الورقية التقليدية إلى أشكال مصغرة يصعب قرائتها بالعين المجردة وتستخدم أجهزة معينة لقرائتها والإفادة منها، وتعرّف أيضا بأنه مساحة فيلمية ذات خصائص معينة تسجل عليها كمية من الوثائق تقرأ وتطبع بواسطة أجهزة طباعة خاصة، وتعتبر المصغرات الفيلمية من أدوات التخزين القديمة، حيث حلت محلها الطرق الحديثة في المسح الإلكتروني (Scanning) واستخدام الأقراص المكتنزة (CD-ROM) في عدد من مراكز المعلومات ومراكز البحوث والوثائق العربية والعالمية.

## أسباب استخدامها
تستخدم المصغرات الفيلمية لتوفير المكان وحيز الحفظ والتخزين، وللمحافظة على مصادر المعلومات المقتناة من المكتبة من السرقة خاصة المخطوطات والكتب النادرة، ولمنع عملية التزوير حيث يستحيل التزوير في المصغرات الفيلمية، كما تساعد المكتبة في التخلص من مشاكل التعامل مع المصادر الورقية.